# Валайтис, Эймантас
Эймантас Валайтис (лит. Eimantas Valaitis; 3 июня 1982, Каунас) — литовский футболист, защитник.

## Биография
Воспитанник каунасского футбола. В начале карьеры играл в родном городе за клубы второго дивизиона Литвы «Кауно Егеряй» и «Атлетас», а в 2002 году провёл один матч в высшем дивизионе за «Инкарас». Также в 2002 и 2005—2008 годах играл за команды второго дивизиона из Алитуса — «Дайнава» и «Алитис».
В 2009 году перешёл в эстонский клуб «Калев» (Силламяэ), с которым в том же сезоне стал серебряным призёром чемпионата Эстонии, а в Кубке Эстонии 2008/09 дошёл до полуфинала. В 2010 году перешёл в «Судуву» (Мариямполе), с которой стал вице-чемпионом Литвы и сыграл 2 матча в Лиге Европы. В первой половине сезона 2011 года выступал в высшей лиге Литвы за «Мажейкяй», а летом вернулся в «Калев» и провёл в Эстонии ещё полтора сезона.
С 2013 года играл в низших лигах Австрии за «Санкт-Георген-ам-Ибсфельд», провёл за клуб более 200 матчей и забил более 30 голов. Позднее там же работал тренером.
Всего в высшем дивизионе Литвы сыграл 38 матчей и забил 3 гола, в высшем дивизионе Эстонии — 81 матч и 4 гола.
В 2022 году получил тренерскую лицензию «В».

## Достижения
- Серебряный призёр чемпионата Эстонии: 2009
- Серебряный призёр чемпионата Литвы: 2010